# Saison 2018 de l'équipe cycliste Direct Énergie
La saison 2018 de l'équipe cycliste Direct Énergie est la dix-neuvième de cette équipe.

## Préparation de la saison 2018

### Sponsors et financement de l'équipe
Le principal sponsor de l'équipe est Direct Énergie. Le conseil départemental de la Vendée continue à soutenir l'équipe, ainsi que Harmonie mutuelle et Akéna Vérandas.
Le sponsor principal visible sur les maillots lors des courses se déroulant en Belgique durant cette saison est Poweo.

### Arrivées et départs
| Arrivées       | Équipe 2017     |
| -------------- | --------------- |
| Jérôme Cousin  | Cofidis         |
| Damien Gaudin  | Armée de Terre  |
| Axel Journiaux | Vendée U        |
| Simon Sellier  | Vendée U        |
| Rein Taaramäe  | Katusha-Alpecin |

| Départs            | Équipe 2018    |
| ------------------ | -------------- |
| Ryan Anderson      | Rally          |
| Bryan Coquard      | Vital Concept  |
| Antoine Duchesne   | FDJ            |
| Romain Guillemois  | retraite       |
| Tony Hurel         | Sojasun espoir |
| Fabrice Jeandesboz | retraite       |
| Julien Morice      | Vital Concept  |
| Thomas Voeckler    | retraite       |

## Effectif
| Effectif 2018            | Effectif 2018     | Effectif 2018 | Effectif 2018                     |
| Cycliste                 | Date de naissance | Pays          | Équipe précédente                 |
| ------------------------ | ----------------- | ------------- | --------------------------------- |
| Thomas Boudat            | 24 février 1994   | France        | Vendée U (2014)                   |
| Lilian Calmejane         | 6 décembre 1992   | France        | Vendée U (2015)                   |
| Romain Cardis            | 12 août 1992      | France        | Vendée U (2015)                   |
| Sylvain Chavanel         | 30 juin 1979      | France        | IAM Cycling (2015)                |
| Jérémy Cornu             | 7 août 1991       | France        | Vendée U (2015)                   |
| Jérôme Cousin            | 5 juin 1989       | France        | Cofidis, Solutions Crédits (2017) |
| Damien Gaudin            | 20 août 1986      | France        | Armée de terre (2017)             |
| Yohann Gène              | 25 juin 1981      | France        | Vendée U-Pays de la Loire (2004)  |
| Fabien Grellier          | 31 octobre 1994   | France        | Vendée U (2015)                   |
| Jonathan Hivert          | 23 mars 1985      | France        | Fortuneo-Vital Concept (2016)     |
| Axel Journiaux           | 20 mai 1995       | France        | Vendée U Pays de la Loire (2017)  |
| Bryan Nauleau            | 13 mars 1988      | France        | Vendée U (2013)                   |
| Paul Ourselin            | 13 avril 1994     | France        | Vendée U Pays de la Loire (2016)  |
| Adrien Petit             | 26 septembre 1990 | France        | Cofidis, Solutions Crédits (2015) |
| Alexandre Pichot         | 6 janvier 1983    | France        | Vendée U-Pays de la Loire (2005)  |
| Perrig Quéméneur         | 26 avril 1984     | France        | Vendée U (2007)                   |
| Simon Sellier            | 4 janvier 1995    | France        | Vendée U Pays de la Loire (2017)  |
| Romain Sicard            | 1 janvier 1988    | France        | Euskaltel Euskadi (2013)          |
| Rein Taaramäe            | 24 avril 1987     | Estonie       | Katusha-Alpecin (2017)            |
| Angélo Tulik             | 2 décembre 1990   | France        | Vendée U (2011)                   |
|                          |                   |               |                                   |
| Source : ProCyclingStats |                   |               |                                   |

- Stagiaires

À partir du 1er août 2018
| Cycliste        | Date de naissance | Nationalité | Équipe 2018 |  |
| --------------- | ----------------- | ----------- | ----------- |  |
| Marlon Gaillard | 9 mai 1996        | France      | Vendée U    |  |
| Clément Orceau  | 1er juillet 1995  | France      | Vendée U    |  |
| David Rivière   | 11 janvier 1995   | France      | Vendée U    |  |

## Bilan de la saison

### Victoires

#### Sur route
| Date       | Course                                         | Pays       | Classe | Vainqueur        |
| ---------- | ---------------------------------------------- | ---------- | ------ | ---------------- |
| 14 fév.    | 1re étape du Tour d'Andalousie                 | Espagne    | 2.HC   | Thomas Boudat    |
| 17 fév.    | 1re étape du Tour du Haut-Var                  | France     | 2.1    | Jonathan Hivert  |
| 18 fév.    | 2e étape du Tour du Haut-Var                   | France     | 2.1    | Jonathan Hivert  |
| 18 fév.    | Classement général du Tour du Haut-Var         | France     | 2.1    | Jonathan Hivert  |
| 25 fév.    | Drôme Classic                                  | France     | 1.1    | Lilian Calmejane |
| 6 mars     | 3e étape de Paris-Nice                         | France     | 2.UWT  | Jonathan Hivert  |
| 8 mars     | 5e étape de Paris-Nice                         | France     | 2.UWT  | Jérôme Cousin    |
| 11 mars    | Paris-Troyes                                   | France     | 1.2    | Adrien Petit     |
| 25 mars    | Cholet-Pays de la Loire                        | France     | 1.1    | Thomas Boudat    |
| 8 avr.     | 3e étape du Circuit des Ardennes international | France     | 2.2    | Jérémy Cornu     |
| 10 avr.    | Paris-Camembert                                | France     | 1.1    | Lilian Calmejane |
| 14 avr.    | Tour du Finistère                              | France     | 1.1    | Jonathan Hivert  |
| 30 mai     | Prologue du Tour de Luxembourg                 | Luxembourg | 2.HC   | Damien Gaudin    |
| 28 juillet | 1re étape du Tour de Wallonie                  | Belgique   | 2.HC   | Romain Cardis    |

#### Sur piste
| Date    | Course                            | Pays   | Classe | Vainqueur     |
| ------- | --------------------------------- | ------ | ------ | ------------- |
| 16 août | Championnat de France du scratch  | France | CN     | Thomas Boudat |
| 18 août | Championnat de France de l'omnium | France | CN     | Thomas Boudat |

### Résultats sur les courses majeures
Les tableaux suivants représentent les résultats de l'équipe dans les principales courses du calendrier international dans lesquelles l'équipe bénéficie d'une invitation (les cinq classiques majeures et les trois grands tours). Pour chaque épreuve est indiqué le meilleur coureur de l'équipe, son classement ainsi que les accessits glanés par Direct Énergie sur les courses de trois semaines.